# Reggiane Re.2000 Falco
Реджиане Re.2000 Фалько (итал. Reggiane Re.2000 Falco, «Falco») — одноместный итальянский истребитель Второй мировой войны. Лицензионные самолёты венгерского производства получили наименование Héja («Ястреб»). Полученные Швецией истребители обозначались J-20. Самолёт разработан в конструкторском бюро компании «Officine Meccaniche Reggiane SpA» под руководством Роберто Лонги. Re.2000 конструктивно является аналогом американского истребителя Seversky P-35, с разработкой которого Роберто Лонги ознакомился в США в середине 30-х годов.
Серийное производство самолёта на заводе в Италии продолжалось с мая 1940 по декабрь 1941 года. Лицензионное производство в Венгрии на заводах MÁVAG завершилось в августе 1944 года. Всего выпущено 382 самолёта.
На вооружение ВВС Италии самолёт поступил в августе 1941 года, ВВС Венгрии — в июне 1940 года. Итальянские истребители начали участвовать в боевых действиях с сентября 1941 года, венгерские с начала войны служили в ПВО, а с осени 1941 использовались на Восточном фронте. В Швеции J-20 использовались для перехвата нарушивших границы нейтральной страны самолётов. Сняты с вооружения ВВС Италии в середине 1942, в Венгрии — отдельные самолёты использовались до 1945 года, в Швеции — до 1955.

## Тактико-технические характеристики
Приведённые ниже характеристики соответствуют модификации Re.2000 I ser.:
Источник данных: Aircraft profile 123., "Уголок неба"

Технические характеристики
- Экипаж: 1 пилот
- Длина: 7,988 м
- Размах крыла: 10,998 м
- Высота: 3,2 м
- Площадь крыла: 20,4 м²
- Профиль крыла: N.38 mod
- Масса пустого: 2 070 кг
- Нормальная взлётная масса: 2 880 кг
- Объём топливных баков: 696 л
  - у варианта Re.2000GA: 1490 л
- Силовая установка: 1 × воздушный Piaggio P.XI RC 40
- Мощность двигателей: 1 × 985 л.с. (1 × 731 кВт (на 4000 м))
- Воздушный винт: трехлопастной Piaggio P-1001
- Диаметр винта: 3,4 м

Лётные характеристики
- Максимальная скорость:  
  - на высоте 5 000 м: 530 км/ч
  - у земли: 420 км/ч
- Крейсерская скорость: 451 км/ч
- Практическая дальность: 1 150 км (при 510 км/ч на 6000 м)
- Практический потолок: 9 500 м
- Скороподъёмность: 11,0 - 12,5 м/с
- Время набора высоты:
  - 4 000 м за 4 мин. 20 сек.
  - 6 000 м за 6 мин. 20 сек.
- Нагрузка на крыло: 141 кг/м² (расч.)
- Тяговооружённость: 254 Вт/кг (расч.)

Вооружение
- Стрелково-пушечное: 2 × 12,7 мм пулемёта Breda-SAFAT 300 патронов на ствол
- Бомбы: 2 × 84 × 2 кг бомбы под центропланом